# Philodromus pseudoexilis
Philodromus pseudoexilis là một loài nhện trong họ Philodromidae.
Loài này thuộc chi Philodromus. Philodromus pseudoexilis được Kap Yong Paik miêu tả năm 1979.